# Two of Us (AZUのアルバム)
『Two of Us』（ツー・オブ・アス）は、AZUの2枚目のアルバム。

## 収録曲
1. Intro from Radio13
  - 作曲:Ryosuke "Dr.R" Sakai
2. Hot Like Fire
  - 作詞・作曲:Ryosuke "Dr.R" Sakai
3. HAPPILY EVER AFTER
  - 作詞:AZU　作曲:浅田将明

TBS系テレビ『王様のブランチ』2・3月度エンディングテーマ
4. いますぐに…
  - 作詞AZU　作曲:藤本和則
5. あなたに愛たくて feat. Spontania
  - 作詞・作曲:Spontania
6. For You
  - 作詞:AZU　作曲:h-wonder

テレビ東京系アニメ『NARUTO -ナルト- 疾風伝』エンディングテーマ
レコチョクTV-CMソング
7. BEAUTIFUL DREAMER
  - 作詞:AZU　作曲:春川仁志
8. Oh Baby feat. 草川瞬
  - 作詞:AZU　作曲:John Acosta
9. I WILL (Album version)
  - 作詞:AZU　作曲:春川仁志
  - TBS系『ランク王国』6月・7月度オープニングテーマ
  - レコチョク TV-CFソング
  - レコチョクタイアップTV-CM
  - ケータイ音楽ドラマ『DOR@MO』主題歌
10. YOU & I feat. LOVE LOVE LOVE
  - 作詞:AZU　作曲:中村正人
11. love groovin' feat. KURO (from HOME MADE 家族)
  - 作詞・作曲:仁張陽介
12. おねがい! AZU子先生 feat. SEAMOくん
  - 作詞:AZU　作曲:田中直
13. What Girls Want
  - 作詞:藤林聖子　作曲:浅田将明
14. letter... 〜大切なひとへ〜
  - 作詞:AZU　作曲:浅田将明